# Stadt Potsdam
Das Fahrgastschiff Stadt Potsdam ist ein Tagesausflugsschiff des Traditionsunternehmens Weisse Flotte Potsdam in der brandenburgischen Landeshauptstadt Potsdam. Die Kiellegung des Schiffes fand im Herbst 1990 in einer Montagehalle der Yachtwerft Berlin statt. Die Schiffstaufe und der Stapellauf erfolgten am 1. Mai 1991.

## Geschichte
Das Fahrgastschiff Stadt Potsdam gehört zu einer Typserie von Tagesausflugsschiffen, bekannt als Binnenfahrgastschiff (BiFa) Typ III. Es wurde bei der Yachtwerft Berlin-Köpenick gebaut. Die Fahrgastschiffe der Serie entstanden von 1976 bis 1992. Ihre originale Motorbezeichnung steht laut der damaligen DDR-TGL 21615 für 6 Zylinder Viertakt Diesel, 14,5 cm Kolbenhub, 12 cm Zylinderbohrung, Baureihe 1, stehend, Reihe, Wasserkühlung aus dem Dieselmotorenwerk Schönebeck.

## Das Schiff
Mit einer Länge von knapp 32 Meter und einer Schiffsbreite von nur 5,10 Meter kann das Schiff alle auch kleineren Gewässer der Region, wie den Griebnitzkanal befahren. Der geringe Tiefgang von nur 0,90 Meter ermöglicht es auch bei niedrigen Wasserständen die geplanten fahrplanmäßigen Routen einzuhalten.
Zugelassen ist das Schiff für 160 Fahrgäste. Im klimatisierten Innenbereich gibt es Sitzplätze für 94 Personen. Im Außenbereich auf dem Oberdeck befinden sich ebenfalls etwa 90 Plätze. Angetrieben wird die Stadt Potsdam von einem Dieselmotor. Zur Stromversorgung an Bord steht ein Generator, angetrieben von einem Dieselmotor zur Verfügung. Ein elektrisches Bugstrahlruder verbessert die Manövrierfähigkeit.
Zur gastronomischen Versorgung der Fahrgäste steht eine kleine Kombüse mit einem Tresenbereich und ein Serviceteam, je nach Anzahl der Gäste und Fahrtgebiet angepasst, zur Fahrgastbetreuung zur Verfügung. das Schiff wird bedarfsgerecht überwiegend im fahrplanmäßigen Linienverkehr auf den Havelseenstrecken eingesetzt. Es kann aber auch für Veranstaltungen gechartert werden.